# Shai Biruk
Shai Biruk (hebreiska: שי בירוק) född 15 juni 1984, är en israelisk fotbollsspelare med etiopisk-judiskt ursprung. När han var sex år gammal flyttade han med familjen till Israel och när han spelade för laget Maccabi Netanya såg scouter från Ajax hans talang och Biruk flyttade till Amsterdam för att spela med ungdomslaget. Efter bara sex månader återvände han till Israel på grund av att han saknade sin familj. För närvarande spelar backen Biruk för Hapoel Kfar Saba.